# Ausschuss für Kultur und Bildung
Der Ausschuss für Kultur und Bildung (englisch Committee on Culture and Education, französisch Commission de la culture et de l'éducation, kurz CULT) ist ein Ausschuss des Europäischen Parlaments. Ausschussvorsitzende ist seit Juli 2024 Nela Riehl (Volt/Grüne-EFA).
Der Ausschuss ist zuständig für die Kulturpolitik der Europäischen Union, insbesondere die Förderung der kulturellen und sprachlichen Vielfalt, die Erhaltung des kulturellen Erbes und den kulturellen Austausch. Außerdem beschäftigt sich der Ausschuss mit der Bildungspolitik der EU, etwa dem Europäischen Hochschulraum, den Europäischen Schulen und den Programmen für lebenslanges Lernen (etwa das Erasmus-Programm). Darüber hinaus ist der Ausschuss für Informations- und Medienpolitik sowie für Jugendpolitik, Freizeit und Sport zuständig und pflegt die Beziehungen des Europäischen Parlaments zu den internationalen Organisationen, die sich mit Kultur und Bildung befassen.
Unter den Formationen im Rat der Europäischen Union ist der Rat für Bildung, Jugend und Kultur das Pendant zum Kulturausschuss im Parlament. Bei der Europäischen Kommission ist der Bereich auf mehrere Ressorts aufgeteilt; je nach Themengebiet ist der Kommissar für allgemeine und berufliche Bildung und Kultur, der Kommissar für Wissenschaft und Forschung, der Kommissar für Mehrsprachigkeit oder der Kommissar für Informationsgesellschaft und Medien zuständig.

## Vorsitzende (Auswahl)
- 2009–2017: Doris Pack (CDU/EVP)

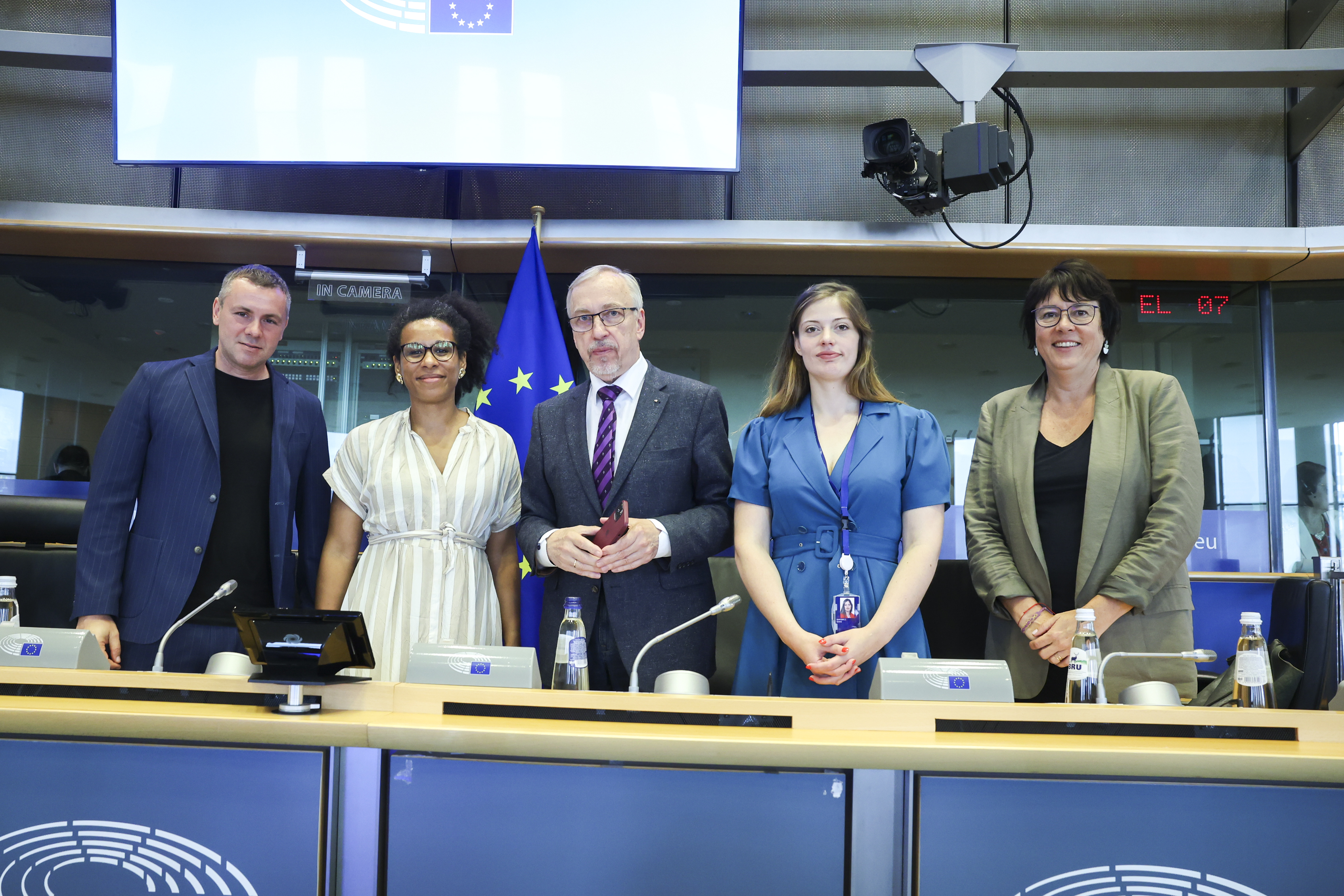
Ausschussvorsitz der 10. Wahlperiode (2024–2029) (v. l. n. r.): Hristo Petrow, Nela Riehl, Bogdan Zdrojewski, Emma Rafowicz und Diana Riba

- 2017–2019: Petra Kammerevert (SPD/S&D)
- 2019–2024: Sabine Verheyen (CDU/EVP)[2]
- Seit Juli 2024: Nela Riehl (Volt/Grüne-EFA).[1]